# Ермаков, Владимир Михайлович
Владимир Михайлович Ермаков (род. 29 июня 1953) — советский и российский тренер по плаванию, Заслуженный тренер СССР и Заслуженный тренер России. Работает в  Московском среднем специальном училище олимпийского резерва № 3  Департамента спорта и туризма города Москвы и в СШОР «Юность Москвы». С 1980 года входит в тренерский состав сборной команды СССР, а затем России. Подготовил ряд выдающихся пловцов, включая призёров Олимпийских игр и чемпионатов мира.

## Известные ученики
Владимир Ермаков подготовил целую плеяду титулованных пловцов, добившихся высоких результатов на национальном и международном уровне:
- Алексей Кудрявцев — ЗМС, олимпийский чемпион Олимпиады 1992 года в эстафете 4×200 м вольным стилем, призер этапов Кубка мира[2].
- Евгений Коротышкин — ЗМС, серебряный призёр Олимпийских игр 2012 года на дистанции 100 м баттерфляй, многократный чемпион мира и Европы, многократный экс-рекордсмен мира[3].
- Светлана Чимрова — ЗМС, многократный призёр чемпионатов мира, многократный чемпион и призер Европы, участница Олимпийских игр 2016 года и 2020 года, многократная рекордсменка России и рекордсменка Европы в эстафетном плавании[4][5].
- Александр Кудашев — МСМК, финалист чемпионатов Европы, многократный чемпион России.
- Анастасия Гуженкова — МСМК, многократный призёр семпионатов Европы, победитель и призер Универсиад.
- Дмитрий Семёнов — МСМК, многократный призёр всероссийских турниров, финалист чемпионата Европы, этапов Кубка мира[6].
- Юрий Уфимцев — МСМК, призёр чемпионата Европы, чемпион и  многократный призер России[7].
- Алексей Ацапкин — МСМК, чемпион летних юношеских Олимпийских игр, призер Кубка  России, финалист этапов Кубка мира[8].